# Ляшук Максим Володимирович
Макси́м Володи́мирович Ляшу́к (18 травня 1989 — 29 серпня 2014) — лейтенант Міністерства внутрішніх справ України, командир взводу роти патрульної служби міліції особливого призначення «Світязь», учасник російсько-української війни.

## Життєпис
Народився 1989 року в місті Луцьк; сім'я Ляшуків згодом переїжджає в село Острожець Млинівського району. Закінчив навчання в Острожецькій середній школі; по тому — Луцький інститут розвитку людини «Україна» за спеціальністю «фізична реабілітація». Відслужив строкову службу в ЗСУ, по демобілізації — міліціонер спеціальної роти судової міліції «Грифон». Працював помічником оперуповноваженого відділу швидкого реагування «Сокіл». Після того — командир взводу № 2, рота «Світязь». 2011 року після автомобільної аварії вимушено залишив службу за станом здоров'я. Працював вчителем фізкультури у рідній школі. Захоплювався краєзнавством, ходив з школярами у походи. Згодом його запросили на роботу керівником гуртків Млинівського районного центру туристично-краєзнавчої творчості.
Активний учасник Революції Гідності. Брав участь у боях за Іловайськ. Загинув 29 серпня у «зеленому коридорі» поміж селами Новокатеринівка та Горбатенко. В автобус «Світязя» влучив снаряд, загинуло 6 бійців, серед них Мирослав Столярчук. 2 вересня 2014-го тіла 88 полеглих привезені до запорізького моргу. Як невпізнаний герой тимчасово похований на цвинтарі Запоріжжя. Упізнаний за тестами ДНК.
27 грудня 2014 року похований в селі Острожець.
Без Максима лишились батьки, дружина та син 2012 р.н.

## Нагороди і вшанування
За особисту мужність і героїзм, виявлені у захисті державного суверенітету та територіальної цілісності України, вірність військовій присязі під час російсько-української війни
- нагороджений орденом «За мужність» III ступеня (9.4.2015, посмертно)
- почесний громадянин Млинівського району (посмертно).
- Його портрет розміщений на меморіалі «Стіна пам'яті полеглих за Україну» у Києві: секція 4, ряд 2, місце 11
- Вшановується 29 серпня на щоденному ранковому церемоніалі вшанування українських захисників, які загинули цього дня у різні роки внаслідок російської збройної агресії[2]
- Іловайський Хрест (посмертно)